# The Masters (darts)
The Masters is een hoofdtoernooi van de Professional Darts Corporation. Tot en met 2024 was het een invitatietoernooi waarvoor de top vierentwintig van de PDC Order of Merit zich kwalificeerde. De eerste editie van het toernooi vond plaats in 2013 van 1 tot en met 3 november in het Royal Highland Center in Edinburgh. De sponsor van het toernooi was in 2013 'Coral'. Vanaf 2014 was 'Unibet' de sponsor van het toernooi. Aangezien het een invitatietoernooi was, wordt het gewonnen prijzengeld van de spelers niet opgenomen in de PDC Order of Merit. 
De eerste twee edities van het toernooi werden gehouden in oktober en november. Vanaf 2015 werd het toernooi gehouden eind januari en begin februari gehouden, het weekend voor de Premier League.
Phil Taylor wist de allereerste editie van het toernooi te winnen door in de finale van Adrian Lewis te winnen met 10–1. In 2015 was Michael van Gerwen de eerste Nederlander die het toernooi wist te winnen. Hij won in de finale van zijn landgenoot Raymond van Barneveld met 11–6. Hij wist zijn titel te prolongeren door in 2016 met 11–6 van Dave Chisnall en in 2017 met 11–7 van Gary Anderson te winnen. Ook in 2018 won Van Gerwen het toernooi, ditmaal was hij in de finale met 11-9 te sterk voor landgenoot Raymond van Barneveld. In 2019 won Van Gerwen het toernooi voor de vijfde opeenvolgende keer. In de finale bleek hij te sterk voor James Wade.
Het toernooi onderging een flinke wijziging in 2025: het zal voortaan bestaan als de Winmau World Masters, dat voorheen onder die naam georganiseerd werd door de BDO van 1974 tot 2019, en in 2022 en 2024 door de  WDF. Ook zal het prijzengeld van het toernooi voortaan meetellen voor de PDC Order of Merit. De top 24 van de Order of Merit na afloop van het PDC World Darts Championship is automatisch gekwalificeerd, aangevuld met 8 spelers die zich via een voorronde kunnen plaatsen. Alle resterende PDC Tour Card-houders, en top-8 bij de rankingen van de Challenge Tour, Development Tour, Women's Series, Nordic & Baltic Tour, Asian Tour, CDC Tour, DPA Tour en DPNZ Tour mogen meedoen aan deze voorronde, evenals vier afgevaardigden van de Junior Darts Corporation. De Qualifiers beginnen de voorronde in een groepsfase, waarbij de 32 groepswinnaars doorgaan naar de knock-outfase. Dan wordt er gespeeld tot er acht spelers over zijn. Zij mogen de top-24 van de PDC Order of Merit vergezellen in de tweede fase van de Winmau World Masters.

## Finales
| Jaar | Winnaar (gemiddelde in finale) | Legs    | Runner-up (gemiddelde in finale) | Sponsor   | Prijzenpot | Winnaar   | Runner-up |
| ---- | ------------------------------ | ------- | -------------------------------- | --------- | ---------- | --------- | --------- |
| 2013 | Phil Taylor (108,50)           | 10 – 1  | Adrian Lewis (100,03)            | Coral     | £ 160.000  | £ 50.000  | £ 20.000  |
| 2014 | James Wade (91,39)             | 11 – 10 | Mervyn King (92,15)              | Unibet    | £ 160.000  | £ 50.000  | £ 20.000  |
| 2015 | Michael van Gerwen (112,49)    | 11 – 6  | Raymond van Barneveld (96,13)    | Unibet    | £ 200.000  | £ 60.000  | £ 25.000  |
| 2016 | Michael van Gerwen (98,94)     | 11 – 6  | Dave Chisnall (96,71)            | Unibet    | £ 200.000  | £ 60.000  | £ 25.000  |
| 2017 | Michael van Gerwen (109.42)    | 11 – 7  | Gary Anderson (103.58)           | Unibet    | £ 200.000  | £ 60.000  | £ 25.000  |
| 2018 | Michael van Gerwen (105.85)    | 11 – 9  | Raymond van Barneveld (100.55)   | Unibet    | £ 200.000  | £ 60.000  | £ 25.000  |
| 2019 | Michael van Gerwen (99.82)     | 11 – 5  | James Wade (87.44)               | Betvictor | £ 200.000  | £ 60.000  | £ 25.000  |
| 2020 | Peter Wright (95.01)           | 11 – 10 | Michael Smith (89.71)            | Ladbrokes | £ 200.000  | £ 60.000  | £ 25.000  |
| 2021 | Jonny Clayton (104.10)         | 11 – 8  | Mervyn King (94.95)              | Ladbrokes | £ 220.000  | £ 60.000  | £ 25.000  |
| 2022 | Joe Cullen (96.89)             | 11 – 9  | Dave Chisnall (90.23)            | Ladbrokes | £ 220.000  | £ 60.000  | £ 25.000  |
| 2023 | Chris Dobey (94.05)            | 11 – 7  | Rob Cross (90.20)                | Cazoo     | £ 275.000  | £ 65.000  | £ 30.000  |
| 2024 | Stephen Bunting (102.50)       | 11 – 7  | Michael van Gerwen (98.27)       | Cazoo     | £ 275.000  | £ 65.000  | £ 30.000  |
| Jaar | Winnaar (gemiddelde in finale) | Sets    | Runner-up (gemiddelde in finale) | Sponsor   | Prijzenpot | Winnaar   | Runner-up |
| 2025 | Luke Humphries (100.42)        | 6 – 5   | Jonny Clayton (98.25)            | Winmau    | £ 500.000  | £ 100.000 | £ 50.000  |
| 2026 |                                | –       |                                  | Winmau    | £ 500.000  | £ 100.000 | £ 50.000  |

## Records en statistieken

### Finalisten
| Ranking | Speler                | Nationaliteit | Winst | Runner-up | Finales | Deelnames |
| ------- | --------------------- | ------------- | ----- | --------- | ------- | --------- |
| 1       | Michael van Gerwen    | Nederland     | 5     | 1         | 6       | 11        |
| 2       | James Wade            | Engeland      | 1     | 1         | 2       | 11        |
| 2       | Jonny Clayton         | Wales         | 1     | 1         | 2       | 5         |
| 4       | Joe Cullen            | Engeland      | 1     | 0         | 1       | 5         |
| 4       | Phil Taylor           | Engeland      | 1     | 0         | 1       | 5         |
| 4       | Peter Wright          | Schotland     | 1     | 0         | 1       | 11        |
| 4       | Chris Dobey           | Engeland      | 1     | 0         | 1       | 3         |
| 4       | Stephen Bunting       | Engeland      | 1     | 0         | 1       | 6         |
| 4       | Luke Humphries        | Engeland      | 1     | 0         | 1       | 4         |
| 10      | Dave Chisnall         | Engeland      | 0     | 2         | 2       | 11        |
| 10      | Mervyn King           | Engeland      | 0     | 2         | 2       | 5         |
| 10      | Raymond van Barneveld | Nederland     | 0     | 2         | 2       | 6         |
| 13      | Gary Anderson         | Schotland     | 0     | 1         | 1       | 8         |
| 13      | Adrian Lewis          | Engeland      | 0     | 1         | 1       | 8         |
| 13      | Michael Smith         | Engeland      | 0     | 1         | 1       | 8         |
| 13      | Rob Cross             | Engeland      | 0     | 1         | 1       | 7         |

### Winnaars per nationaliteit
| Land      | Spelers | Totaal | Eerste titel | Laatste titel |
| --------- | ------- | ------ | ------------ | ------------- |
| Engeland  | 6       | 6      | 2013         | 2025          |
| Nederland | 1       | 5      | 2015         | 2019          |
| Schotland | 1       | 1      | 2020         | 2020          |
| Wales     | 1       | 1      | 2021         | 2021          |

2013 · 2014 · 2015 · 2016 · 2017 · 2018 · 2019 · 2020 · 2021 · 2022 · 2023 · 2024 · 2025